# Ватанабэ, Сёдзабуро
Сёдзабуро Ватанабэ (2 июня 1885 — 14 февраля 1962) — японский художник, издатель гравюр, организатор гравировального дела, основной создатель и вдохновитель художественной школы Син-ханга.

## Биография
Содзабуро Ватанабэ начал свою карьеру сотрудником коммерческих компаний, занимавшихся экспортом японских товаров в западные страны. Это позволило ему не только накопить денег, но и лучше узнать вкусы западных потребителей. 
Заработав стартовый капитал, Ватанабэ уволился и основал собственную компанию. Его желанием было возродить традиционное японское ремесло создания гравюр. Он нанял высококвалифицированных резчиков по дереву и печатников, привлёк к делу целый ряд талантливых художников. Ватанабэ желал, чтобы гравюры выполнялись в японском стиле, но при этом содержали некоторые западные черты (такие, как перспектива и тени) и соответствовали представлениям о Японии, сложившимся у западных покупателей. В 1915 году Ватанабэ ввёл в оборот термин син-ханга, который с тех пор начал обозначать новое художественное направление. 
Бизнес Ватанабэ шёл успешно. Правда, гравюры школы син-ханга совершенно не пользовались популярностью в самой Японии, где образованные круги были увлечены открывшимся им не так давно (в годы реставрации Мэйдзи) миром западного искусства, а многие ведущие художники пытались писать полотна в европейском стиле. Зато гравюры прекрасно продавались за границей, в особенности в Америке, сыграв важную роль в формирование образа Японии и японского искусства как в этой, так и  в других зарубежных странах. 
Абсолютное большинство художников, с которыми сотрудничал Ватанабэ, являлись японцами, и многие из них благодаря этому сотрудничеству обрели известность (список художников можно посмотреть на странице «син-ханга»). Однако, Ватанабэ печатал также гравюры Чарльза Бартлетта, британца, проживавшего на Гавайях, который бывал в Японии и, полюбив эту непривычную для европейца страну, создавал гравюры на японскую тематику. 
Во время Великого землетрясения Канто в 1923 года была утрачена большая часть как готовых к продаже гравюр, так и  оригинальных печатных блоков (последнее было особенно чувствительно). Однако, в последующие годы бизнес был восстановлен, а печатные блоки были вырезаны снова, причём новые варианты нередко включали изменения и дополнения относительно прежних.
Ватанабэ и сам был художником, самостоятельно разработавшим, по меньшей мере, две гравюры (однако его реальный вклад в художественную сторону вопроса мог быть и выше). После окончания Второй мировой войны гравюры школы син-ханга классического периода в самой Японии постепенно начинают всё более и более восприниматься, не как экспортное, «лубочное» искусство, но как важная часть культурного наследия страны. На сегодняшний день живопись японских художников-вестернизаторов, современников Ватанабэ, за редким исключением, так и не получила широкого международного признания, тогда как гравюры син-ханга продолжают пользоваться широкой популярностью и востребованностью, символизируя культурную самобытность Японии (при этом влияние западных живописных техник на эти гравюры сегодняшним зрителем, как правило, не прочитывается).

## Галерея

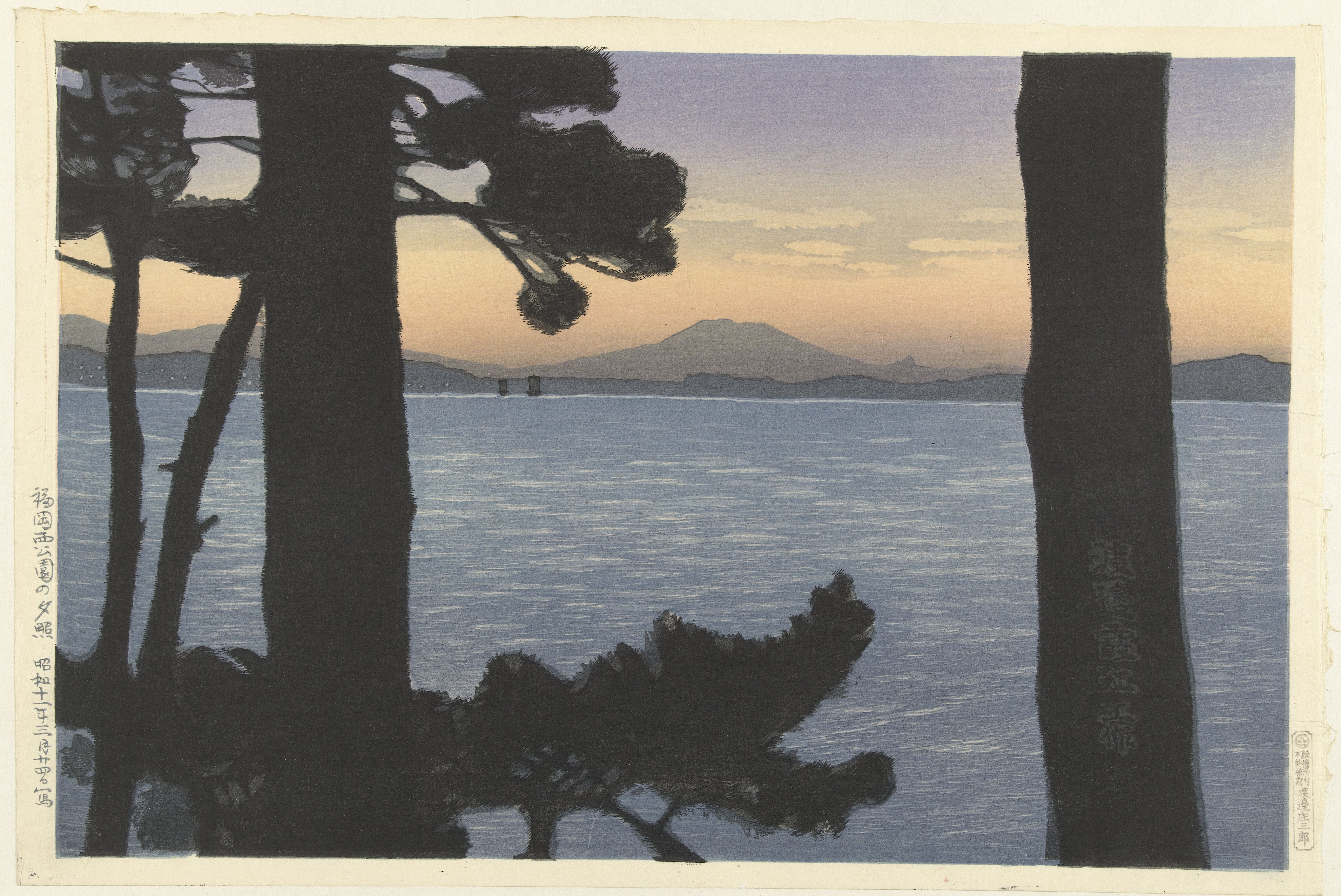
Закат в западном парке, Фукуока.
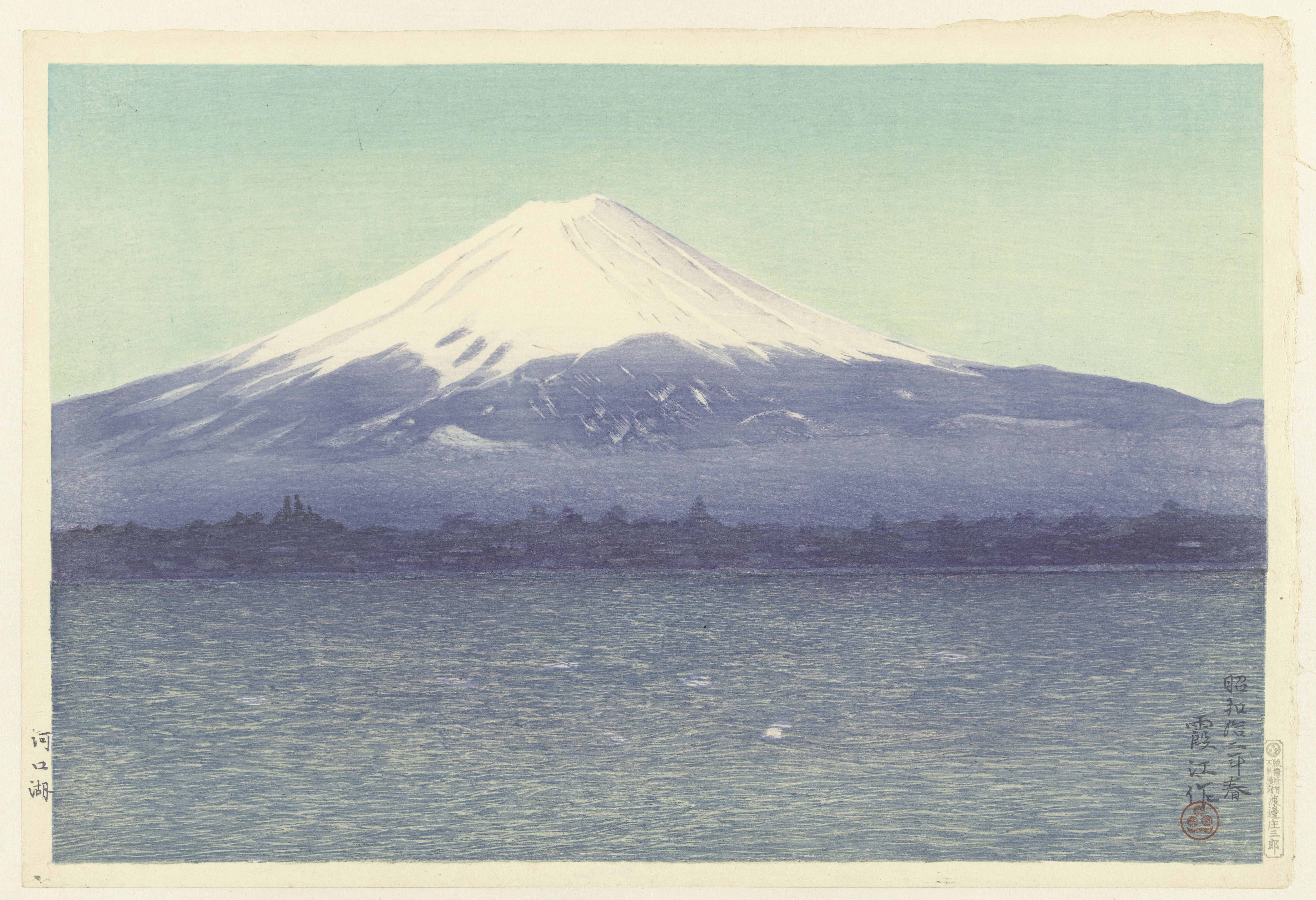
Озеро Кавагути.